# Viveca Serlachius

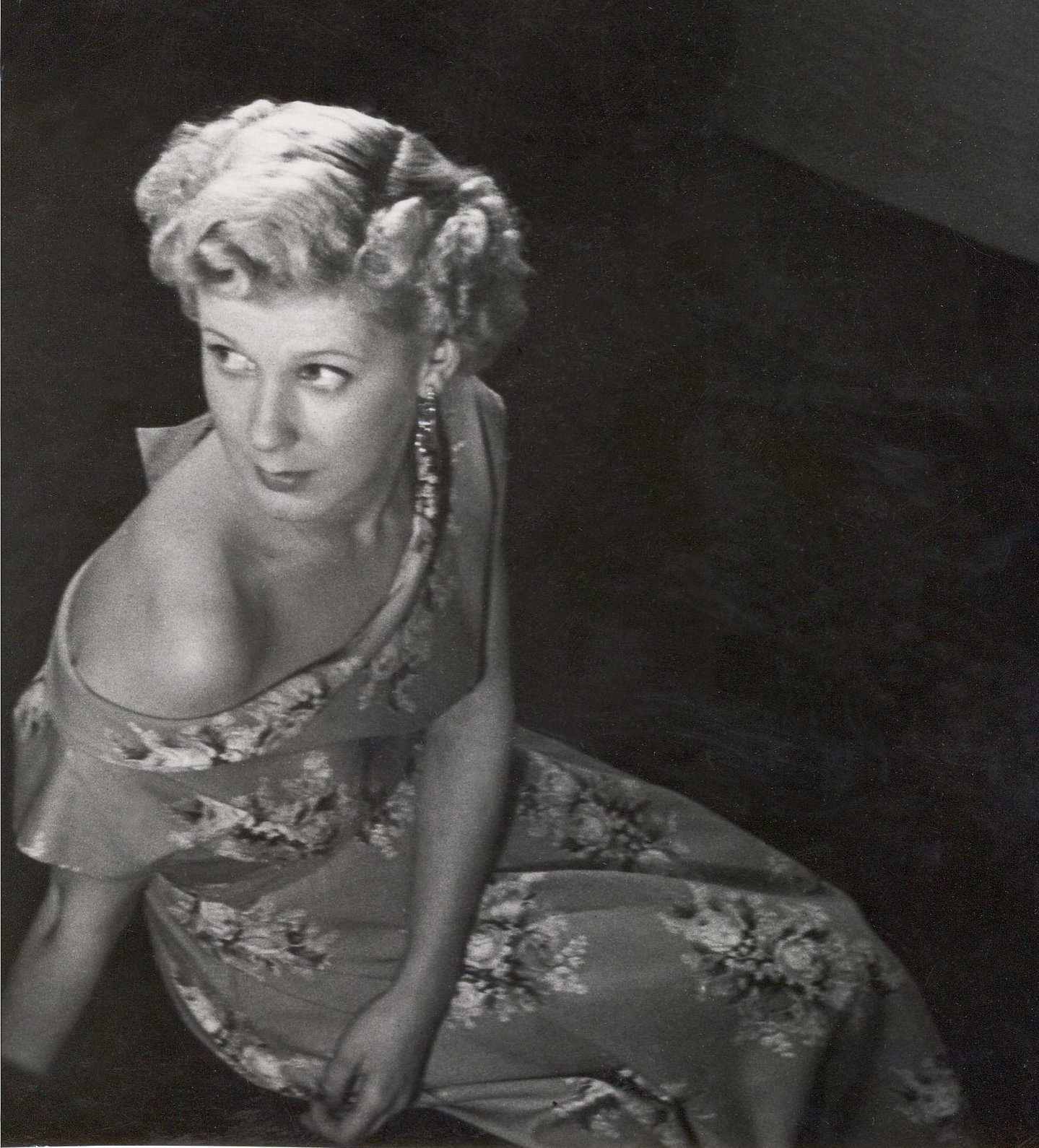
Viveca Serlachius (1923–1993)

Viveca Serlachius (* 2. März 1923 in Helsinki, Finnland; † 9. Januar 1993 in Stockholm, Schweden) war eine schwedische Schauspielerin.

## Karriere
Serlachius gab ihr Schauspieldebüt 1944 in dem Film Flickan och djävulen. 1949 spielte sie die Titelrolle in der ersten Verfilmung von Pippi Langstrumpf. 1951 war sie in einer Folge der US-amerikanischen Fernsehserie Foreign Intrigue zu sehen.
Sie heiratete 1954 den schwedischen Architekten Torbjörn Olsson (1916–1998). Im Jahr 1955 beendete Serlachius ihre Schauspielkarriere.

## Filmografie (Auswahl)
- 1944: Flickan och djävulen
- 1945: Resan bort
- 1947: Nattvaktens hustru
- 1947: Vår Herre tar semester
- 1947: Jag älskar dig, Karlsson!
- 1949: Skolka skolan
- 1949: Pippi Langstrumpf (Pippi Långstrump)
- 1950: Motorkavaljerer
- 1950: Fästmö uthyres
- 1950: Frökens första barn
- 1951: Foreign Intrigue (1 Folge)
- 1952: Trots
- 1952: 69:an, sergeanten och jag
- 1954: Brudar och bollar eller Snurren i Neapel